# Sturnira tildae
Sturnira tildae là một loài động vật có vú trong họ Dơi mũi lá, bộ Dơi. Loài này được de la Torre mô tả năm 1959.